# KZ2

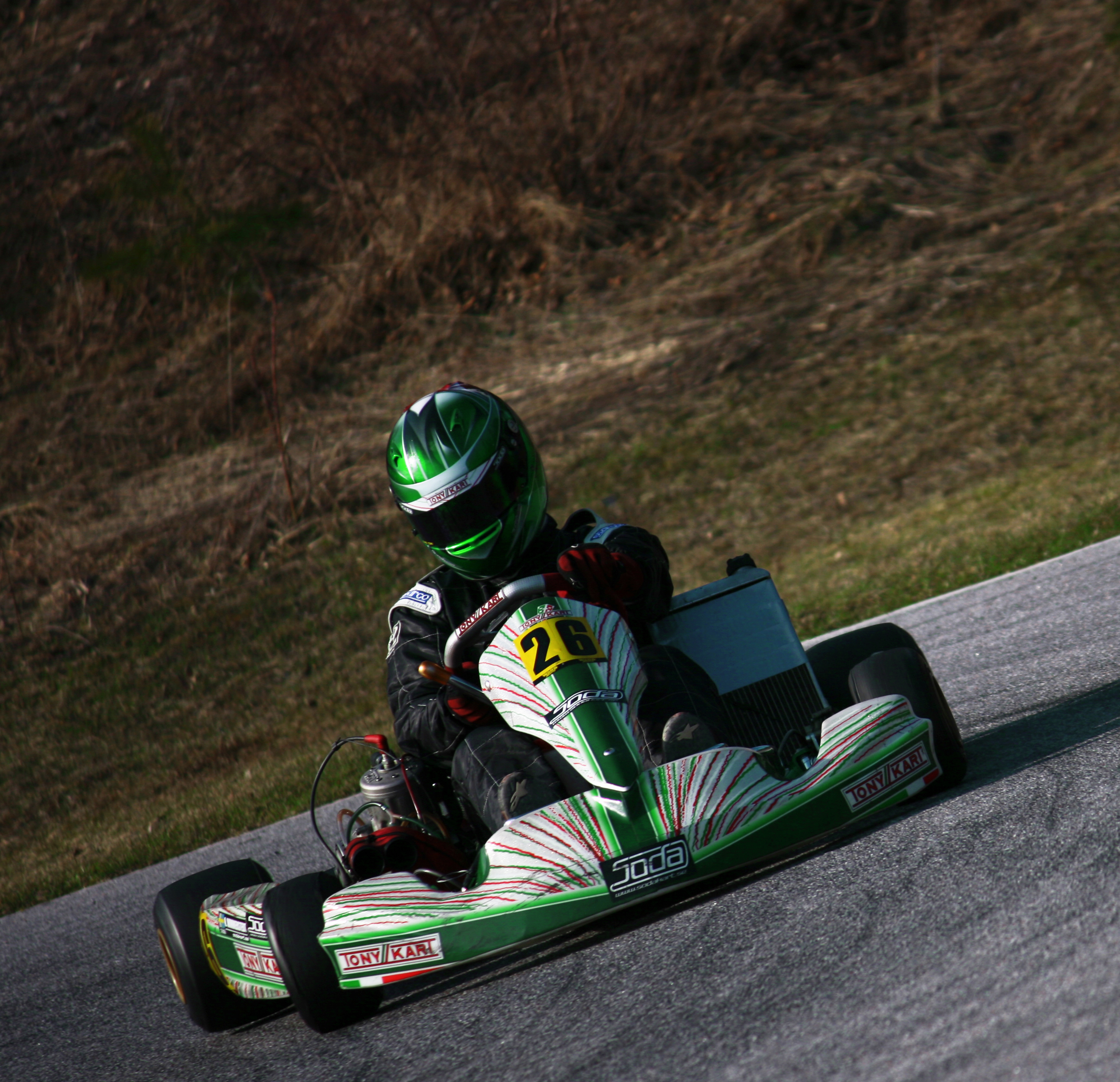
KZ2

KZ2 (ICC) är en internationell tävlingsklass inom gokart (karting) som körs med manuellt 6-växlade maskiner som har 125 cm³ motorer och är försedda med 4-hjulsbromsar. Motoreffekten är 50 hästkrafter. Ett KZ2-ekipage skall med föraren inräknad väga minst 175 kg.
Klassen får köras av den som under året fyllt minst 15 år. 
Klassen körs bland annat i SM i karting och Cambio Cup. Vid körning på en bana i Sverige uppnås en topphastighet på cirka 165 km/h, och accelerationen från 0 till 100 km/h går på ca 2,5 sekunder.